# Éric Hazan
Éric Hazan (Neuilly-sur-Seine, 23 de julho de 1936 – 6 de junho de 2024) foi um médico, escritor e editor francês, fundador da editora La Fabrique, emblemática da renovação editorial independente e engajada na França, ocorrida no fim dos anos 1990.

## Biografia
Hazan nasceu em 23 de julho de 1936 em Neuilly-sur-Seine de mãe apátrida nascida na Palestina e pai judeu originário do Egito. Muito cedo engajou-se politicamente, na FLN durante a guerra da Argélia. Em 1975, tornou-se cirurgião cardiovascular e membro fundador da Associação Médica Franco-Palestina.
No Líbano, então em plena guerra, trabalhou como médico "naquele "exército" chamado na época "os palestinos progressistas", isto é, os palestinos que, ao lado da esquerda libanesa, lutavam contra os falangistas.
De volta a Paris, o cirurgião se transformou em editor, passando a administrar a editora da família em 1983, que quatorze anos depois, foi comprada pelo grupo Hachette. 
Em 1998, fundou a editora La Fabrique.  Posteriormente tornou-se escritor e tradutor, sobretudo das obras de Edward Said.
Hazan foi membro do comitê de patronos do Tribunal Russell sobre a Palestina cujos trabalhos tiveram início em 4 de março de 2009.
Morreu em 6 de junho de 2024, aos 87 anos.

## Publicações

### Livros
- L'Invention de Paris, il n'y a pas de pas perdus, Paris, Seuil "Fiction et Cie", 2002 ISBN 2020540932 (reimpressão em brochura, Points, 2010; grande formato com ilustrações, Seuil, 2012)
- Chronique de la guerre civile, Paris, La Fabrique, 2004 ISBN 9782913372320
- Faire mouvement, recueil d'entretiens com Mathieu Potte-Bonneville, Paris, Les Prairies Ordinaires Predefinição:Coll, 2005
- LQR: la propagande du quotidien, Paris, Liber-Raisons d'agir, 2006 ISBN 2-912107-29-6[7]
- Notes sur l’occupation: Naplouse, Kalkilyia, Hébron, Paris, La Fabrique, 2006 ISBN 9782913372573
- Changement de propriétaire, la guerre civile continue, Paris, Seuil, 2007 ISBN 2020961652
- L'Antisémitisme partout. Aujourd'hui en France, com Alain Badiou, Paris, La Fabrique, 2011 ISBN 9782358720182
- Paris sous tension, Paris, La Fabrique, 2011 ISBN 978-2-3587-2020-5
- Vues de Paris 1750-1850, Paris, Bibliothèque de l'Image et Bibliothèque nationale de France, 2011
- Un État commun. Entre le Jourdain et la mer, com Eyal Sivan, Paris, La Fabrique, 2012 ISBN 978-2-35872-033-5
- Une histoire de la Révolution française, Paris, La Fabrique, 2012 ISBN 978-2-35872-038-0[8]
- Reflections on Anti-Semitism, com Alain Badiou et Ivan Segré, Londres, VersoBooks, 2013
- Premières Mesures révolutionnaires, com Kamo, Paris, La Fabrique, 2013 ISBN 978-2-35872-049-6
- La Barricade: histoire d'un objet révolutionnaire, Paris, Autrement Autrement coll., 2013
- La Dynamique de la révolte. Sur des insurrections passées et d'autres à venir, Paris, La Fabrique, 2015 ISBN 978-2-35872-071-7
- Une traversée de Paris, Paris, Seuil col., 2016
- Pour aboutir à un livre. La fabrique d’une maison d’édition, Paris, La Fabrique, 2016 ISBN 978-2-35872-083-0
- À travers les lignes. Textes politiques, Paris, La Fabrique, 2017 ISBN 978-2-35872-098-4
- Balzac, Paris, Paris, La Fabrique, 2018 ISBN 978-2-35872-160-8
- Police (coll.), Paris, La Fabrique, 2020 ISBN 978-2-35872-202-5
- Le Tumulte de Paris, Paris, La Fabrique, 2021 ISBN 978-2-35872-211-7[9]

### Editor
- Moustapha Barghouti, Rester sur la montagne, entretiens sur la Palestine avec Éric Hazan, Paris, La Fabrique, 2005
- Raymond Depardon, Le Désert, allers et retours. Propos recueillis par Éric Hazan, Paris, La Fabrique, 2014
- Paris Magnum (textes d'Éric Hazan), Paris, Flammarion, 2014 (edição inglesa pelas mesmas edições, também publicada em novembro de 2014 e com layout diferente)
- Charles Frémont, Paris au temps des fiacres. Photographies, 1885-1914 (textes d'Éric Hazan), Paris, Le Seuil, 2015

### Traduções
(Todos do inglês)
- Tariq Ali, Bush à Babylone: la recolonisation de l'Irak, La Fabrique, 2004
- André Schiffrin, Le Contrôle de la parole. L'édition sans éditeur, suite, La Fabrique, 2005
- Tanya Reinhart, L'Héritage de Sharon: détruire la Palestine, suite, La Fabrique, 2006
- André Schiffrin, L'Argent et les Mots, La Fabrique, 2010
- Hongsheng Jiang, La Commune de Shanghai et la Commune de Paris, préface Alain Badiou, La Fabrique, 2014

### Prefácios e posfácios
- Comme une ombre portée, postface à Paradis infernaux. Les villes hallucinées du néo-capitalisme de Mike Davis et Daniel B. Monk, Paris, Les Prairies ordinaires Predefinição:Coll, 2008
- Les Pauvres et leurs quartiers, postface à Les Causes de la mortalité dans les divers quartiers de Paris de Louis-René Villermé, Paris, La Fabrique, 2008
- Assez de larmes!, introduction à Le livre: que faire? (collectif), Paris, La Fabrique, 2008
- Police, Révolution, Police, préface à Ce que tout révolutionnaire doit savoir de Victor Serge, Paris, Zones Éditions, 2009
- Quelques rides de plus, préface à The Invention of Paris. A Radical Guide of Paris through Art, Literature and Revolution, London, Verso Books, abril de 2011
- Lissagaray, préface à The History of the Paris Commune of 1871 de Prosper-Olivier Lissagaray, Londres, Verso Books, 2012 (edição inglesa pelas mesmas edições, também publicada em novembro de 2014 e com layout diferente)
- La Porte des mots, préface à De la banlieue rouge au Grand Paris. D'Ivry à Clichy et de Saint-Ouen à Charenton d’Alain Rustenholz, Paris, La Fabrique, 2015
- Préface à Montmartre du plaisir au crime de Louis Chevalier, Paris, La Fabrique, 2015